# Нецер-Серени
Нецер-Серени (ивр. נֵצֶר סֶרֶנִי‎) — кибуц в центральной части Израиля. Расположен в долине Шфела между Беэр-Яаковом и Нес-Циона. Административно кибуц относится к региональному совету «Гезер». В 2020 году население кибуца составляло 882 человека.

## История
Кибуц Нецер-Серени был основан в 1948 году выжившими в Холокосте, освобожденными из концентрационного лагеря Бухенвальд, которые в 1945 году основали «Кибуц Бухенвальд», сельскохозяйственный коллектив, призванный подготовить евреев к жизни в Палестине — первая подобная группа хахшара, созданная в Германии после войны. Позже члены Бухенвальда изменили название на Нецер. Кибуц был назван «Нецер-Серени» в честь Энцо Серени, итальянского интеллектуала еврейского происхождения, лидера сионистов и офицера еврейской бригады. Серени был одним из основателей Гиват-Бреннер. Он был сброшен с парашютом в оккупированную нацистами Италию во время Второй мировой войны только для того, чтобы быть немедленно схваченным немцами и казненным в концентрационном лагере Дахау. На иврите «нецер» означает «росток», «побег» или «ветвь».
В 1948—1951 годах национальное политическое разделение между двумя лейбористскими партиями, Мапам и Мапай, привело к расколу внутри кибуцного движения.В 1952 году 120 членов партии Мапай из кибуца Гиват-Бреннер отделились по идеологическим причинам и переехали в Нецер-Серени.

## Население
По данным Центрального статистического бюро Израиля, население на начало 2020 года составляло 882 человека.

## Галерея

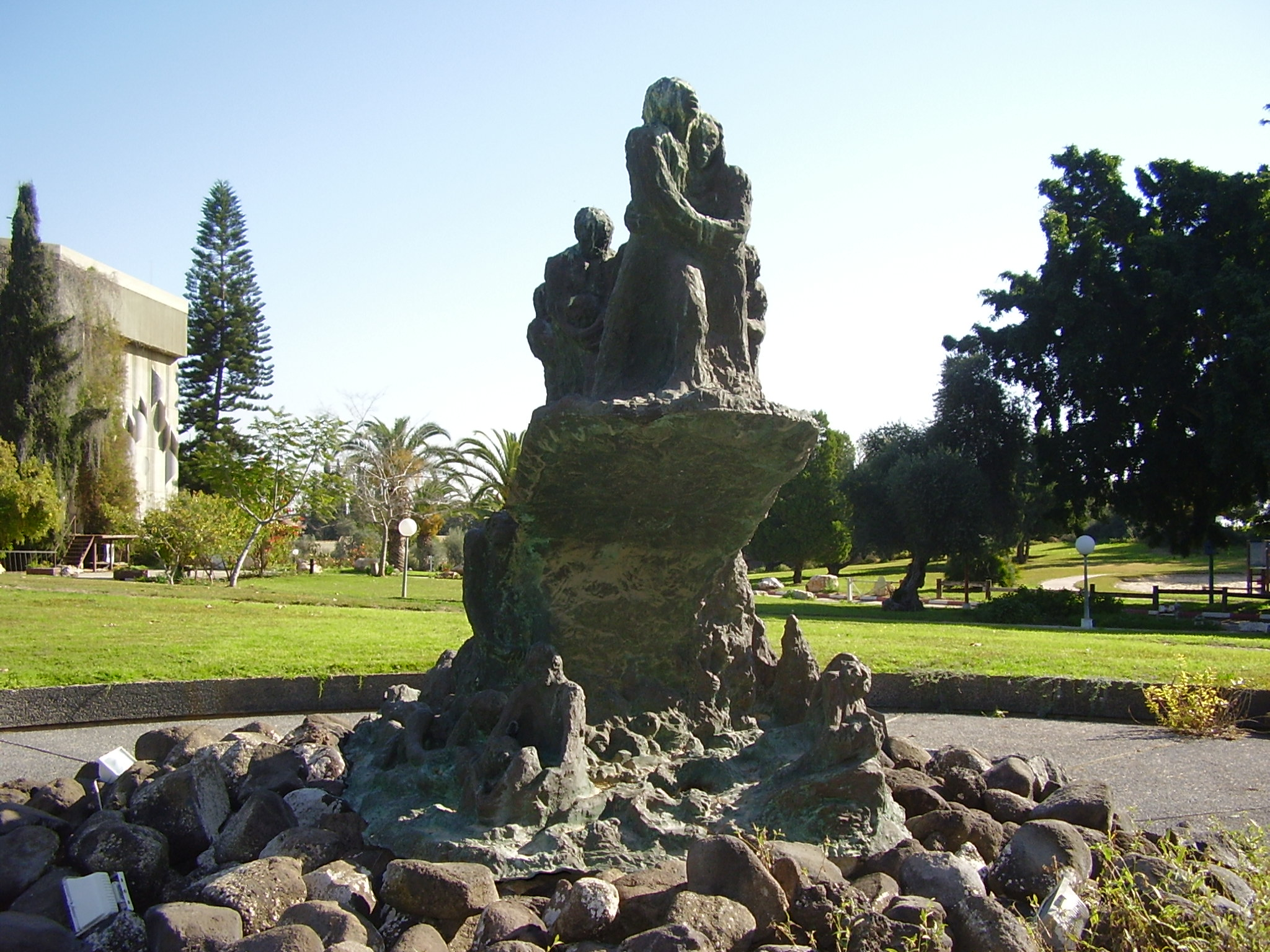
Мемориал жертвам Холокоста, кибуц Нецер-Серени
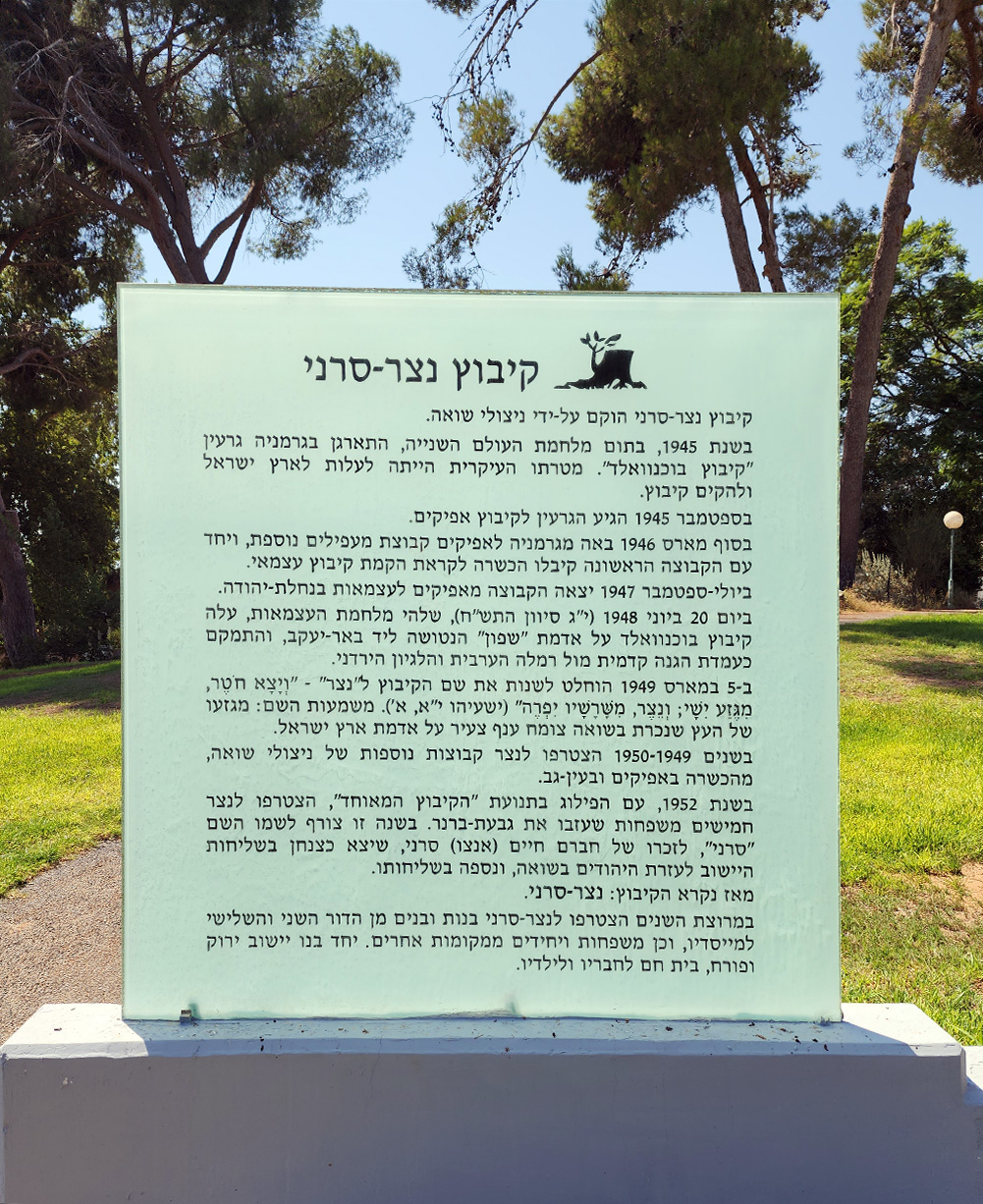
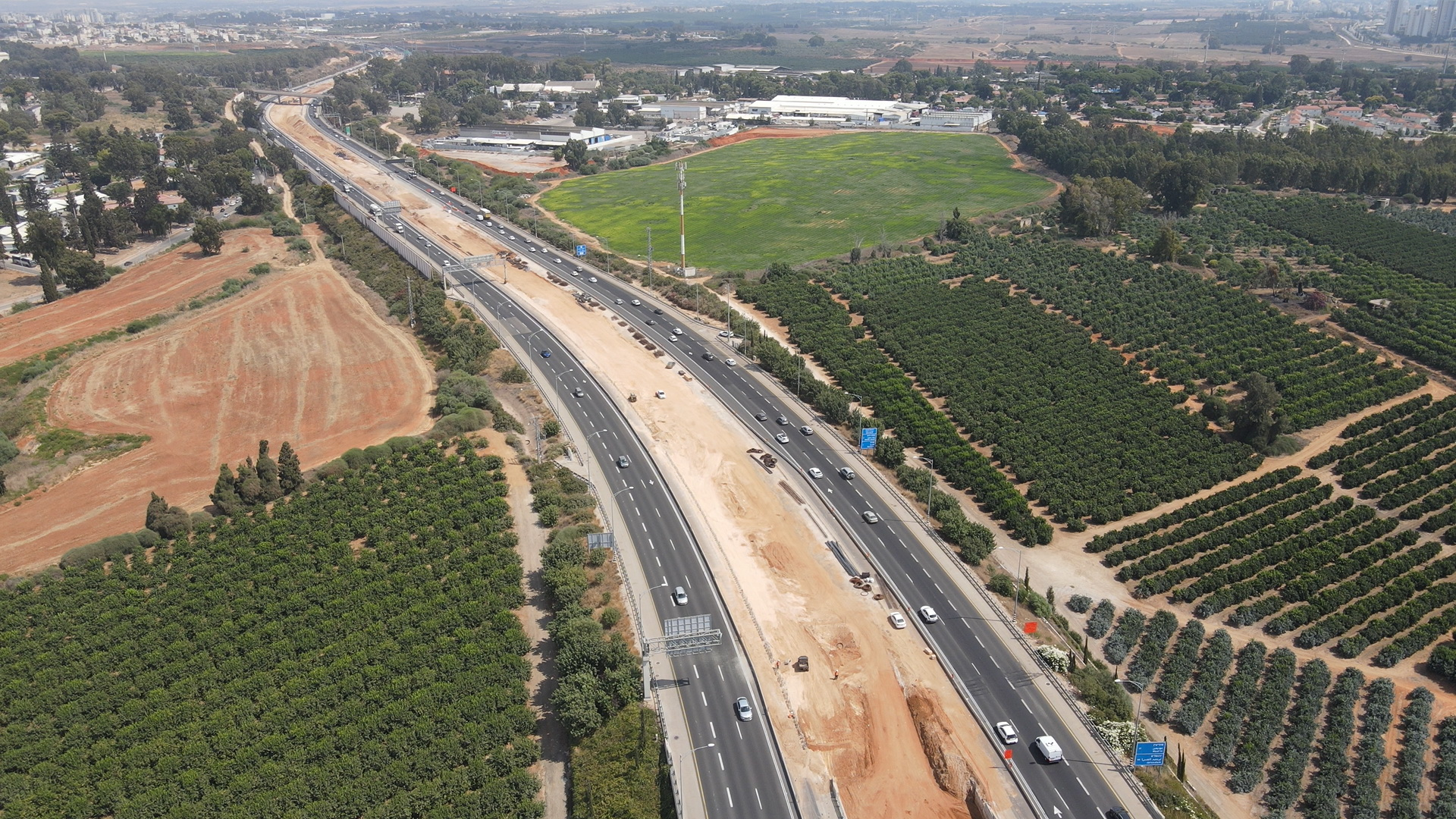
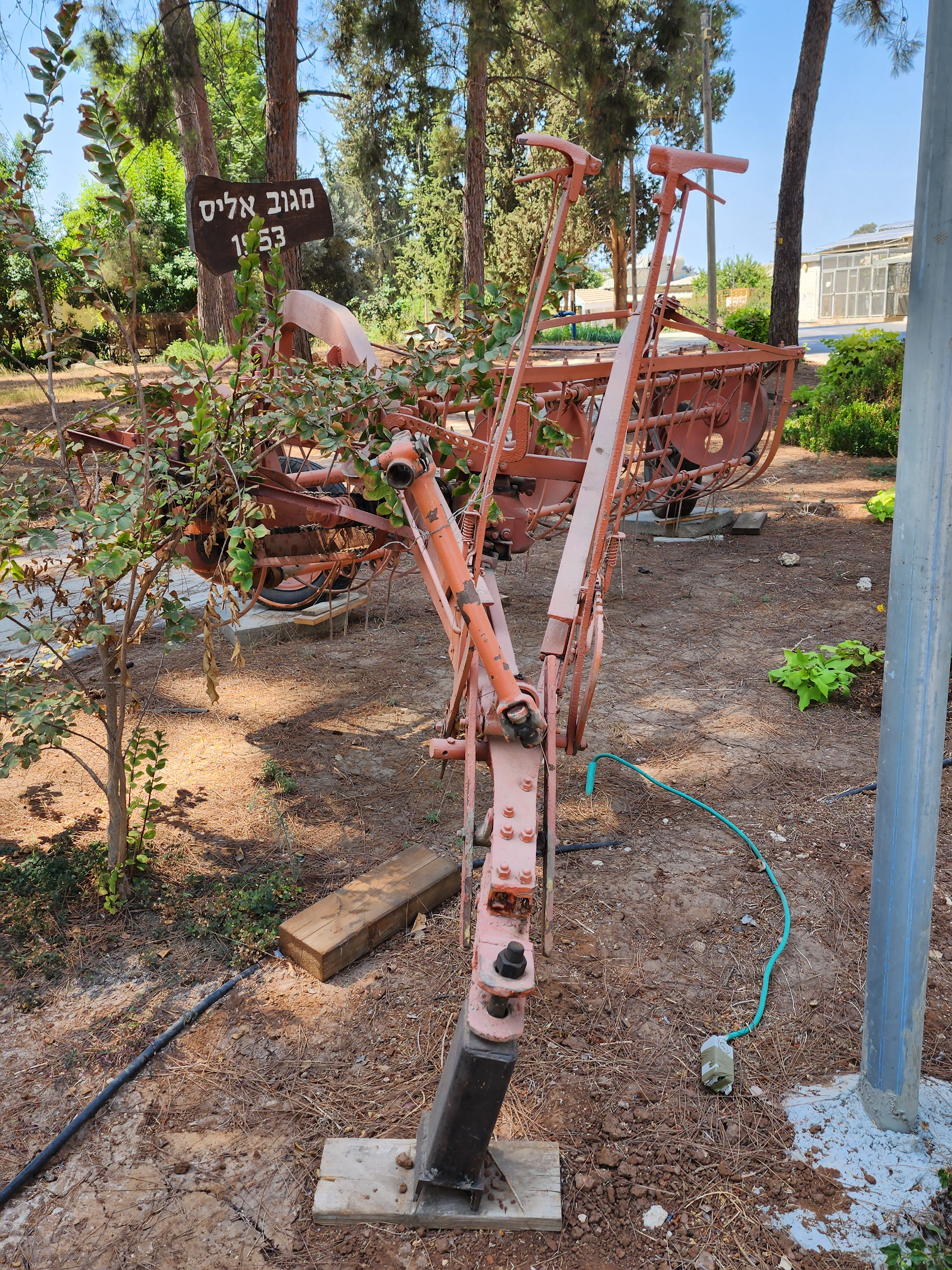
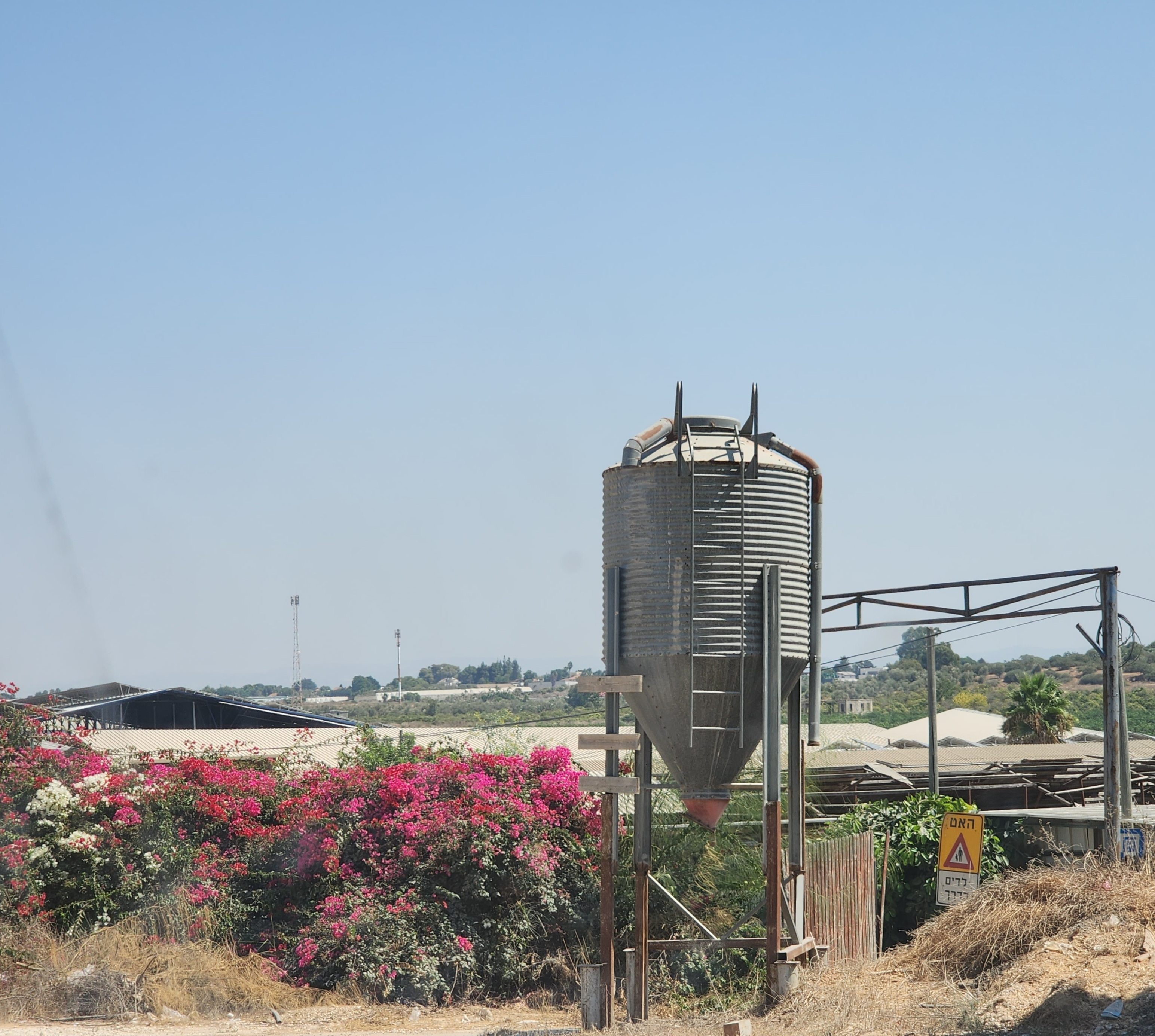
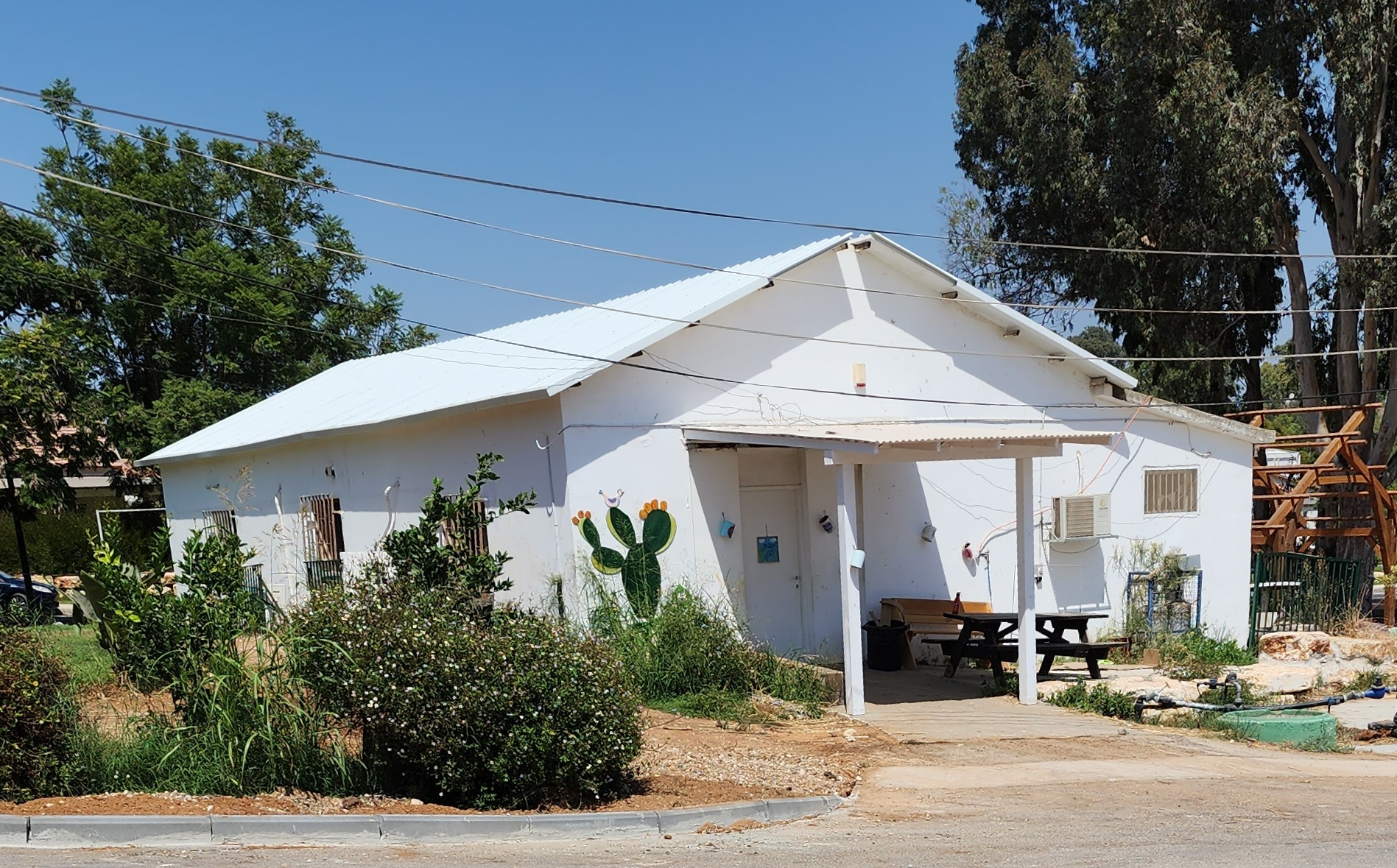
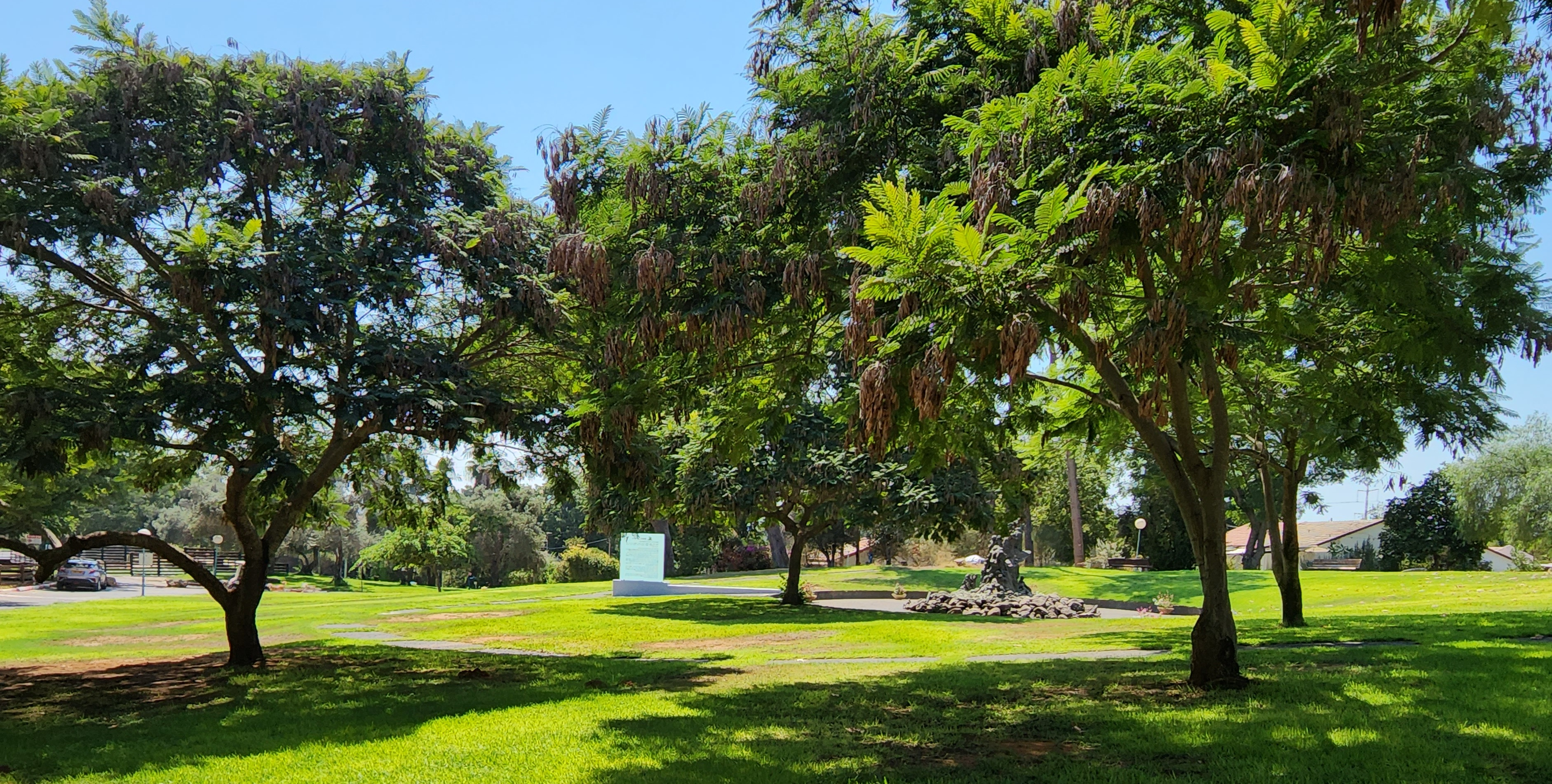
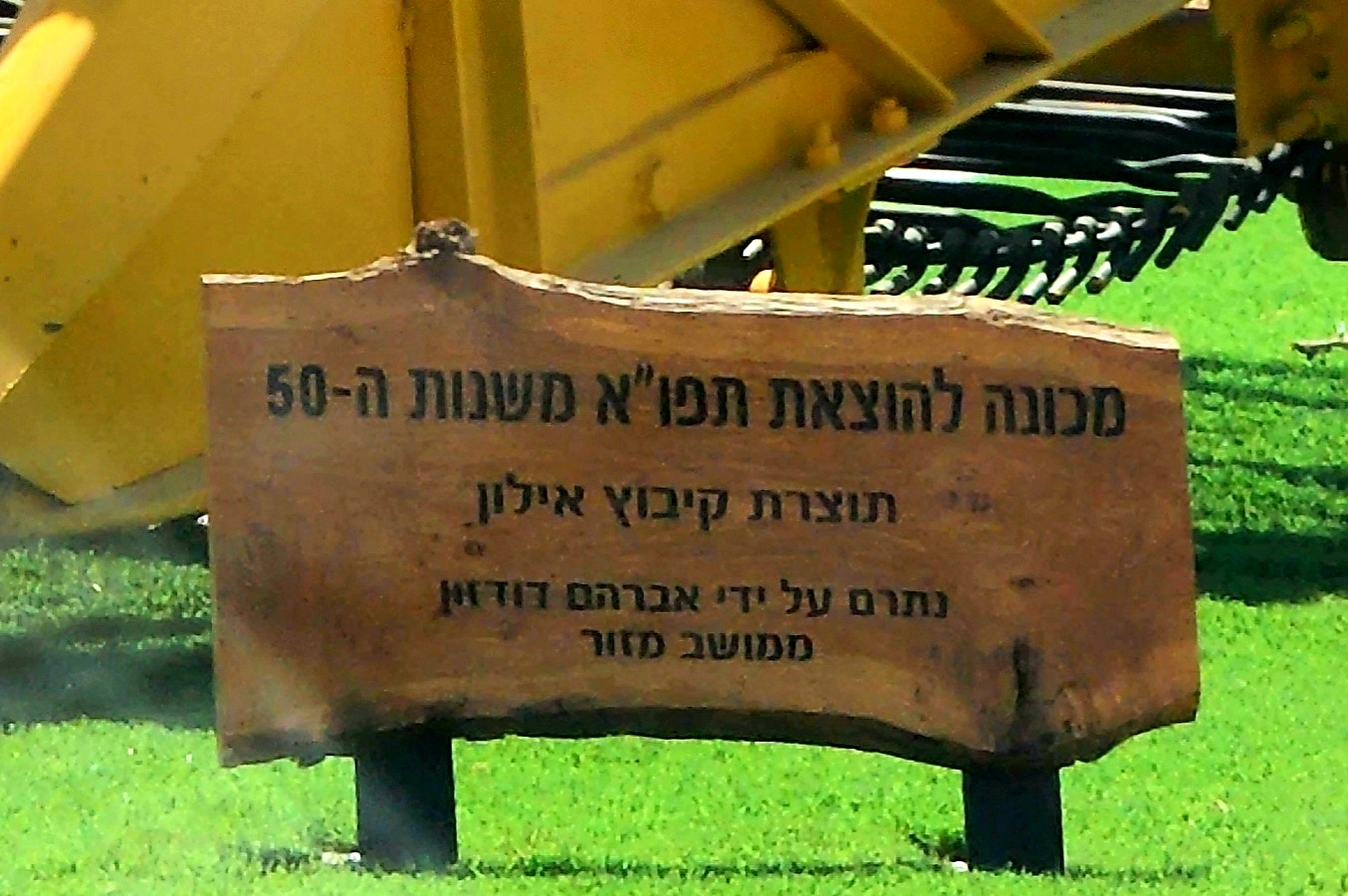
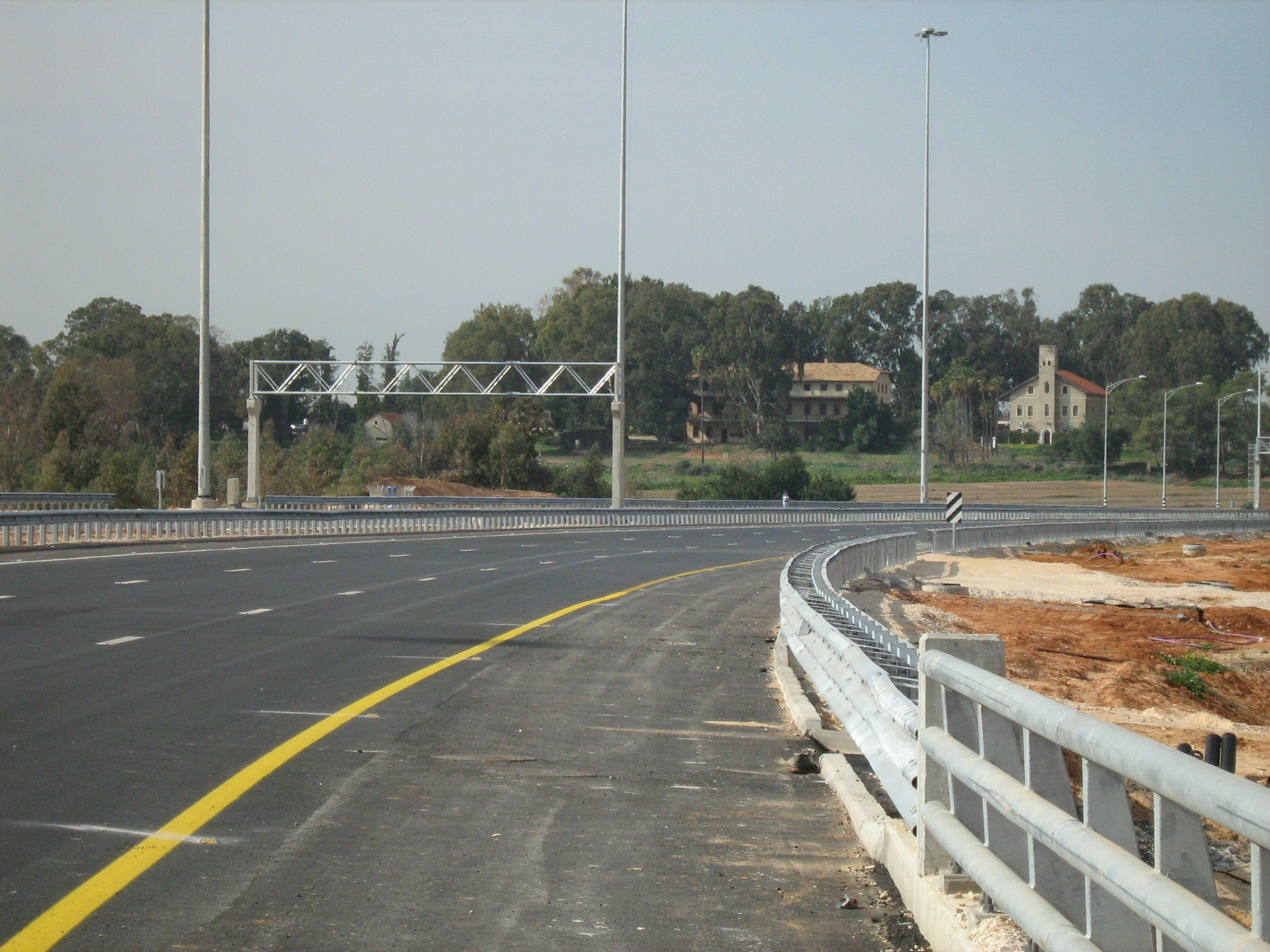